# Pokémon Stadium
Pokémon Stadium (ポケモンスタジアム2, Pokemon Sutajiamu Tsū, lit. Pokemon Stadium 2) és un videojoc per a Nintendo 64 que es basa en els combats Pokémon per torns, contra diversos tipus d'aquests animals creats per Nintendo. El joc gira al voltant d'un sistema de lluita per torns en 3D que utilitza els 151 Pokémon dels jocs de Game Boy Pokémon Red, Pokémon Blue i Pokémon Yellow. Va ser llançat per primera vegada al Japó el 30 d'abril de 1999, més tard va ser llançat com el primer títol Stadium a les regions occidentals l'any següent, i és una seqüela del llançament de Nintendo 64 de 1998 només japonès de Pocket Monsters’ Stadium.
Originalment pensat per a la Nintendo 64DD, més tard es va convertir en un joc de consola estàndard després que l'accessori fos un fracàs. Mitjançant l'accessori Transfer Pak que s'incloïa amb el joc, els jugadors poden veure, organitzar, emmagatzemar, intercanviar i lluitar amb els seus propis Pokémon pujats de Pokémon Red i Pokémon Blue i Pokémon Yellow. El joc inclou quatre copes d'estadi, cadascuna de les quals és una sèrie de batalles de Pokémon tres contra tres contra una alineació ordenada d'oponents. El mode Gym Leader Castle implica batalles contra els vuit líders del gimnàs Kanto i els Elite Four. Pokémon Stadium també inclou minijocs, batalles u contra u, un saló de la fama, compatibilitat amb la impressora Game Boy i una funció d'emulació integrada per a Pokémon Red, Pokémon Blue, i Pokémon Yellow.
Pokémon Stadium es va convertir en un dels títols de Nintendo 64 més venuts, venent un milió de còpies abans de finals de l'any 2000. La recepció de la crítica va ser mixta, amb els crítics que van elogiar les imatges del joc però van trobar errors en la qualitat de l'àudio. Una seqüela, Pokémon Stadium 2, llançada l'any 2000 com a contrapartida de la propera generació de jocs de Pokémon Gold, Pokémon Silver, i Pokémon Crystal. El joc es tornarà a llançar al Nintendo Switch Online + Expansion Pack el 2023.

## Jugabilitat

El Dragonite del jugador s'enfronta al Parasect de l'oponent. Els Pokémon d'aquest joc es poden llogar o importar de Pokémon Red, Blue o Yellow.

A diferència dels jocs de Game Boy Pokémon Red, Blue, i Yellow, Pokémon Stadium no té una història o un món ben definit, el que significa que no es considera un videojoc de rol. En canvi, el joc desafia el jugador a tenir èxit en les batalles d'entrenadors a l'Estadi, un torneig que consta de 4 "Copes" i 80 batalles en total, així com al Gym Leader Castle, on el jugador lluita contra els 8 líders de gimnàs de Kanto, els Kanto Elite Four i el Campió. Quan s'han guanyat totes les copes i s'ha completat el castell del líder del gimnàs, es desbloqueja una batalla de sis contra un contra un Mewtwo desbloquejat. Derrotar a Mewtwo desbloqueja una altra ronda de l'Estadi, el Gym Leader Castle i la batalla de Mewtwo, però amb una dificultat d'IA més alta.
En el mode Stadium, el jugador té el repte d'aconseguir trofeus guanyant la Copa Pika, Petit Cup, Poké Cup i Prime Cup, cadascuna amb el seu propi conjunt de regles i restriccions. A les copes Poké i Prime, es poden guanyar quatre trofeus, un per a cada nivell de dificultat. Les copes Pika i Petit només atorguen un trofeu cadascuna. Després d'escollir una Copa per competir, el jugador decideix un grup de sis Pokémon, que poden incloure Pokémon de lloguer disponibles i/o Pokémon importats d'un cartutx de Game Boy de Pokémon Red, Blue o Yellow. En cada batalla, el jugador i l'oponent només poden utilitzar tres dels seus sis Pokémon. El jugador guanyarà un trofeu després de completar amb èxit totes les batalles d'una Copa. Si es compleixen determinades condicions utilitzant Pokémon importats d'un cartutx de Game Boy, el jugador rebrà un Pikachu amb el moviment Surf, que desbloqueja un minijoc en Pokémon Yellow.
Al Gym Leader Castle, el jugador desafia inicialment els vuit líders de gimnàs de Kanto dels jocs de Game Boy, seguits dels Elite Four i finalment el Campió. Abans de lluitar contra un líder de gimnàs, però, el jugador ha de derrotar els tres entrenadors Pokémon d'un gimnàs. Com a l'Stadium, el jugador ha d'escollir un equip de sis Pokémon i només pot utilitzar-ne tres alhora per lluitar. Cada vegada que el jugador derroti l'Elite Four, s'atorgarà un dels vuit Pokémon premis seleccionats aleatòriament, que es pot transferir al joc Pokémon Red, Blue o Yellow del jugador mitjançant el Transfer Pak. Els Pokémon premiats són Bulbasaur, Charmander, Squirtle, Hitmonlee, Hitmonchan, Eevee, Kabuto, i Omanyte.

### Altres característiques

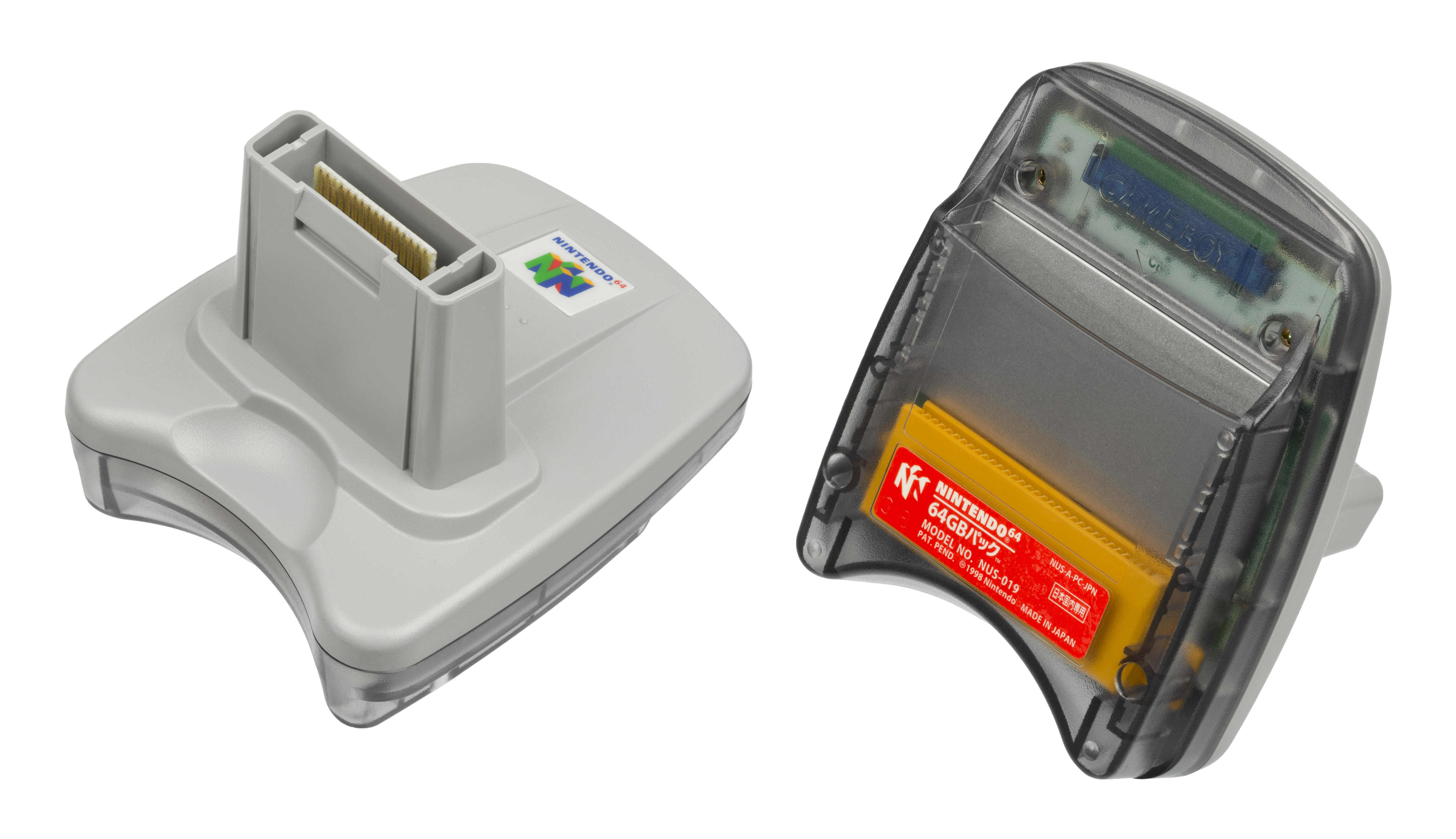
Un Transfer Pak de Nintendo 64, utilitzat per enviar dades des de Pokémon Red, Blue, i Yellow a Pokémon Stadium

A part dels modes Stadium i Gym Leader Castle, Pokémon Stadium també inclou minijocs, una Game Boy Tower (un mode per jugar a Red, Blue i Yellow a la pantalla de la consola mitjançant emulació), el Palau de la Victòria (un aparador de Pokémon que han estat presents a l'equip del jugador un cop aconsegueix la victòria), Oak's Lab (amb connectivitat als títols de Game Boy incloent una Pokédex), Batalla lliure (una batalla entre dos jugadors amb regles establertes), Battle Now (una batalla amb equips predeterminats) i Galeria.
Pokémon Stadium és compatible amb els cartutxos de joc Pokémon de Game Boy mitjançant el Transfer Pak, que permet als jugadors utilitzar els Pokémon emmagatzemats de cartutxos de Game Boy de Red, Blue, i Yellow als modes de batalla de Stadium. El Pokémon de Game Boy d'un jugador també es pot desar, investigar i intercanviar a la Nintendo 64 a Oak's Lab. Aquest mode permet als jugadors estudiar el comportament i els atacs de cada Pokémon.

### Minijocs
S'inclouen nou minijocs a Pokémon Stadium, ubicat a Kids Club, i cada joc permet fins a quatre jugadors. Si no s'ocupa cap de les quatre ranures del jugador, la CPU es fa càrrec de les ranures sobrants.
- "Clefairy Says": Jugat de manera semblant al joc Simon Says, els jugadors han d'utilitzar el tauler de control per repetir les instruccions que l'instructor Clefairy escriu a la pissarra. Per guanyar, els jugadors han de ser els últims en peu o tenir menys errors després de cinc rondes.
- "Dig! Dig! Dig!": Els jugadors corren per veure quin Sandshrew pot buscar aigua més ràpid.[8]
- "Ekans' Hoop Hurl": Els jugadors llancen diversos Ekans per sobre del Diglett que surten dels forats. Cada encert reeixit dona punts al jugador.
- "Magikarp's Splash": Com a Magikarp, els jugadors han d'utilitzar el moviment Splash perquè toqui el comptador que hi ha a sobre. Guanyen els jugadors amb més punts.
- "Rock Harden": Com a Metapod o Kakuna, els jugadors han d'utilitzar el moviment Harden per evitar que les roques els facin malbé mentre tenen cura de no malgastar la resistència del seu Pokémon.
- "Run, Rattata, Run": Com a Rattata, els jugadors corren en una cinta de córrer per ser els primers a arribar a l'objectiu, saltant obstacles pel camí.
- "Snore War": Com a Drowzee, els jugadors han d'utilitzar el moviment Hypnosis en un pèndol quan toca el centre del gronxador per fer que l'altre Drowzee s'adormi.
- "Sushi Go-Round": Amb Lickitung, els jugadors han de menjar tant de sushi com puguin mentre eviten els aliments més picants i el te, que fan que el jugador perdi el control del seu Lickitung. Guanya el jugador amb la factura més cara.
- "Thundering Dynamo": Com Pikachu o Voltorb, els jugadors han de prémer ràpidament el botó A o B depenent del color de la bombeta per carregar electricitat.

## Desenvolupament

### Pocket Monsters'Stadium
El primer Pocket Monsters' Stadium es va estrenar només al Japó l'1 d'agost de 1998. Una vegada pensat com a títol de llançament de Nintendo 64DD amb una data de llançament el març de 1998, en canvi, es va convertir en un joc estàndard Nintendo 64 en un cartutx 32MB. A causa de limitacions tècniques, aquesta versió inclou només 40 Pokémon disponibles per a la batalla, en comptes dels 151 Pokémon complets de les versions de Game Boy tal com estava previst originalment. Els Pokémon restants es poden veure en una enciclopèdia Pokémon anomenada Pokédex, però els models no tenen les animacions necessàries per a la batalla. La connectivitat amb la trilogia Pokémon Game Boy està disponible mitjançant Transfer Pak. El president del HAL Laboratory, Satoru Iwata, que més tard dirigiria la mateixa Nintendo, va ser qui va aconseguir portar el sistema de batalla perquè funcionés a la Nintendo 64, trigant una setmana sencera a llegir el codi font de Game Boy, i després convertir la programació de Shigeki Morimoto dels jocs Pokémon. El joc va vendre 270.000 còpies en el seu primer mes de llançament. Aquesta versió no es va publicar fora del Japó, i com a tal la numeració dels jocs posteriors del Pocket Monsters Stadium està per davant dels llançaments del Pokémon Stadium.

## Llançament

### Versió internacional
El 16 de febrer de 1999, Nintendo va anunciar que mostraria Pokémon Stadium 2 en un esdeveniment exclusiu al Japó anomenat Pokémon Festival '99. Les primeres ressenyes del joc de la Weekly Famitsu Crew del Japó van ser favorables. Com que el primer joc havia rebut crítiques per la seva dificultat, la IA es va reduir per a la seqüela per facilitar als jugadors mitjans. Llançada com a Pokémon Stadium a Amèrica del Nord i Europa, aquesta versió admet la transferència de tots els Pokémon de primera generació cap i des de Pokémon Red , Blue i Yellow mitjançant el Transfer Pak de N64.

### Promoció
Nintendo va llançar un paquet d'edició molt limitada a Amèrica del Nord que incloïa una còpia del Pokémon Stadium, una consola Nintendo 64, un controlador Nintendo 64 de color gris i un altre de lila atòmic, un pòster, un diari de l'entrenador de Pokémon i una exclusiva targeta hologràfica de promoció Cool Porygon de Wizards of the Coast per al joc de cartes col·leccionables.
En celebració del llançament nord-americà del joc, Nintendo i Blockbuster LLC es van associar per a una promoció en la qual els primers cartutxos de joc Pokémon Stadium lliurats a Blockbuster contenien un cupó per a un pòster d'adhesius de l'equip mestre d'edició limitada del Pokémon Stadium i una targeta intel·ligent de Pokémon gratuïta, que es podria utilitzar per bescanviar fins a 16 adhesius a les ubicacions de Blockbuster. Les targetes intel·ligents estaven disponibles anteriorment a la promoció de Blockbuster de 1999 per a Pokémon Snap.

## Rebuda
Pokémon Stadium va rebre crítiques diverses de la crítica. El col·laborador de GameSpot, Jeff Gerstmann, va donar al joc una revisió "mediocre" de 5,7, escrivint que el joc "se sent reduït i simplificat, fins i tot si es compara amb els jocs originals de Game Boy". Peer Schneider de IGN va escriure una ressenya de 8.2 "gran" del joc, citant "una compra obligada per als aficionats a Pokémon", però també va citar que "l'àudio no s'acosta ni a la qualitat d'alguns dels jocs recents de Nintendo". Pel que fa al locutor del joc, una queixa freqüent entre els crítics, Ben Martin de RPGamer va escriure que: "Amb un vocabulari molt limitat i comentaris continus durant [sic] cada acció, sens dubte és una bona opció per poder apagar aquest paio". A la seva ressenya al lloc web de jocs Cubed3, Ross Morley va elogiar el sistema de batalla del joc pels seus "bells models en 3D, efectes especials i varietat d'opcions".
En el seu primer mes de vendes a Amèrica del Nord, Pokémon Stadium va vendre més d'un milió de còpies, i es va convertir en el joc de consola més venut a la regió durant l'any 2000. Nintendo of America va anunciar que seria llançat com a títol Player's Choice, un joc ben venut amb un preu minorista suggerit més baix, el 26 de desembre de 2000. S'han venut almenys més de 3,97 milions de còpies, incloent 3,16 milions als Estats Units, 710.765 al Japó, i més de 100.000 al Regne Unit.

## Seqüela i llegat
Mesos després del seu debut, Nintendo va anunciar un seguiment de Pokémon Stadium, provisionalment titulat Pokémon Stadium Gold/Silver. El joc es va llançar els anys 2000 i 2001 com a Pokémon Stadium 2, amb els 251 Pokémon de les dues primeres generacions. S'ha inclòs la compatibilitat amb Transfer Pak de Pokémon Gold, Silver, i Crystal—així com Pokémon Red, Blue, i Yellow.
La sèrie Super Smash Bros. ha comptat amb un escenari "Pokémon Stadium" en diversos títols, començant per Super Smash Bros. Melee.